# Campeonato Mundial de Badminton de 2005 - Simples Feminino
Campeonato Mundial de Badminton de 2005 - Simples Masculino
Campeonato Mundial de Badminton de 2005 - Duplas Masculinas
Campeonato Mundial de Badminton de 2005 - Simples Feminino
Campeonato Mundial de Badminton de 2005 - Duplas Femininas
Campeonato Mundial de Badminton de 2005 - Duplas Mistas

## Cabeças-de-chave
1. Zhang Ning, Vice-campeã
2. Xie Xingfang, Campeã
3. Pi Hongyan, Quartas-de-final
4. Wang Chen, Quartas-de-final
5. Yao Jie, Terceira Rodada
6. Xu Huaiwen, Semifinal
7. Tracey Hallam, Quartas-de-final
8. Zhou Mi, Primeira Rodada
9. Eriko Hirose, Terceira Rodada
10. Petya Nedeltcheva, Primeira Rodada
11. Kanako Yonekura, Segunda Rodada
12. Kaori Mori, Quartas-de-final
13. Mia Audina Tjiptawan, Terceira Rodada
14. Salakjit Ponsana, Terceira Rodada
15. Xing Aiying, Primeira Rodada
16. Li Li, Terceira Rodada

## Resultados

### Últimas Fases
|  | Quartas de final | Quartas de final | Quartas de final | Quartas de final | Quartas de final |            |                  | Semifinais       | Semifinais | Semifinais | Semifinais | Semifinais |  |  | Final      | Final      | Final | Final | Final |
|  |                  |                  |                  |                  |                  |            |                  |                  |            |            |            |            |  |  |            |            |       |       |       |
|  | 1                | Zhang Ning       | 11               | 11               |                  |            |                  |                  |            |            |            |            |  |  |            |            |       |       |       |
|  | 9/16             | Kaori Mori       | 4                | 6                |                  |            |                  |                  |            |            |            |            |  |  |            |            |       |       |       |
|  | 9/16             | Kaori Mori       | 4                | 6                |                  | Zhang Ning | Zhang Ning       | 11               | 11         |            |            |            |  |  |            |            |       |       |       |
|  |                  |                  |                  |                  |                  | Zhang Ning | Zhang Ning       | 11               | 11         |            |            |            |  |  |            |            |       |       |       |
|  |                  | Xu Huaiwen       | Xu Huaiwen       | 7                | 9                |            |                  |                  |            |            |            |            |  |  |            |            |       |       |       |
|  | 3/4              | Xu Huaiwen       | Xu Huaiwen       | 7                | 9                | Pi Hongyan | 3                | 2                |            |            |            |            |  |  |            |            |       |       |       |
|  | 3/4              |                  |                  |                  |                  | Pi Hongyan | 3                | 2                |            |            |            |            |  |  |            |            |       |       |       |
|  | 5/8              | Xu Huaiwen       | 11               | 11               |                  |            |                  |                  |            |            |            |            |  |  |            |            |       |       |       |
|  |                  |                  |                  |                  |                  |            |                  |                  |            |            |            |            |  |  | Zhang Ning | Zhang Ning | 8     | 11    | 3     |
|  |                  |                  | Xie Xingfang     | Xie Xingfang     | 11               | 9          | 11               |                  |            |            |            |            |  |  |            |            |       |       |       |
|  |                  | Cheng Shao-Chieh | 11               | 5                | 11               |            |                  |                  |            |            |            |            |  |  |            |            |       |       |       |
|  | 3/4              | Wang Chen        | 9                | 11               | 6                |            |                  |                  |            |            |            |            |  |  |            |            |       |       |       |
|  | 3/4              | Wang Chen        | 9                | 11               | 6                |            | Cheng Shao-Chieh | Cheng Shao-Chieh | 11         | 5          | 6          |            |  |  |            |            |       |       |       |
|  |                  |                  |                  |                  |                  |            | Cheng Shao-Chieh | Cheng Shao-Chieh | 11         | 5          | 6          |            |  |  |            |            |       |       |       |
|  |                  | Xie Xingfang     | Xie Xingfang     | 2                | 11               | 11         |                  |                  |            |            |            |            |  |  |            |            |       |       |       |
|  | 5/8              | Xie Xingfang     | Xie Xingfang     | 2                | 11               | 11         | Tracey Hallam    | 3                | 1          |            |            |            |  |  |            |            |       |       |       |
|  | 5/8              |                  |                  |                  |                  |            | Tracey Hallam    | 3                | 1          |            |            |            |  |  |            |            |       |       |       |
|  | 2                | Xie Xingfang     | 11               | 11               |                  |            |                  |                  |            |            |            |            |  |  |            |            |       |       |       |